# Ákos Bánki
Dans le nom hongrois Bánki Ákos, le nom de famille précède le prénom, mais cet article utilise l’ordre habituel en français Ákos Bánki, où le prénom précède le nom.
Ákos Bánki, né le 8 février 1982 à Kazincbarcika, est un peintre abstrait hongrois. Il est également commissaire d'exposition.